# Лай собак вдалеке
«Лай собак вдалеке» (англ. The Distant Barking Of Dogs) — документальный фильм датского режиссера Симона Леренга Вильмонта совместного производства Дании, Швеции и Финляндии. Главный герой — 10-летний Олег (Олежка), живущий в Донецкой области на территории боевых действий (см. Война на востоке Украины).
Первая награда Амстердамского документального кинофестиваля 2017 года в номинации «Лучший дебют». Попал в 5 номинантов на «Лучший европейский документальный фильм» премии «Европейский киноприз 2018».
Фильм снимали в селе Гнутово (административно входит в состав г. Мариуполь) Донецкой области с 2015 по 2017 год.
В декабре 2018 года ассистент режиссёра фильма Азад Сафаров сообщил, что «Лай собак вдалеке» попал в краткий список (15 кандидатов) номинантов на премию «Оскар» 2019 года в категории «лучший документальный полнометражный фильм». В этом же месяце он получил гран-при фестиваля документального кино «Артдокфест».
Фильм получил премию Пибоди в 2020 году.